# Tănătari
Tănătari est un village du district de Căușeni, en Moldavie. Il comptait 2 484 habitants en 2014.

## Personnalités notables
- Pantelimon Erhan (en)